# Nico Palar
Lambertus Nicodemus Palar (Roeroekan (Nederlands-Indië), 5 juni 1900 - Jakarta, 13 februari 1981) was een Nederlands politicus, Indisch nationalist en Indonesisch diplomaat.
Palar kwam in 1928 vanuit Nederlands-Indië naar Nederland. Hij werd lid van de SDAP en werd namens die partij op 20 november 1945 in het Nood-parlement benoemd. Aansluitend zat hij van 9 februari 1946 tot 21 juli 1947 in de Tweede Kamer namens de PvdA. Hij sprak alleen over Indische aangelegenheden en stemde als enig PvdA-fractielid tegen de Eerste Politionele acties. Door de opstelling van zijn partij verliet hij in 1947 de PvdA en Nederland en werd vertegenwoordiger van de Republik Indonesia bij de Verenigde Naties. Nadien was hij werkzaam als ambassadeur van Indonesië bij de Verenigde Naties, in India, Sovjet-Unie en Oost-Duitsland, Canada, wederom de Verenigde Naties en de Verenigde Staten.